# Het voordeel van video
Het voordeel van video is een single van de Nederlandse eenmansband Spinvis uit 2005. Het stond in hetzelfde jaar als vierde track op het album Dagen van gras, dagen van stro, waar het de eerste single van was.

## Achtergrond
Het voordeel van video is geschreven en geproduceerd door Erik de Jong, het enige lid van de band Spinvis. Het is een Nederlandstalige indiepoplied waarin de liedverteller zingt over het aldoor bekijken van elkander. Aan het begin van het lied stelt de zanger verschillende vragen aan de luisteraar. Later zegt de liedverteller dan dat hij weet waar de luisteraar woont en wat hij doet. Spinvis beschrijft het lied als een verslag van de huidige wereld, waar iedereen via camera's, zoals telefooncamera's en webcams, continu elkaar loopt te bekijken. Dit ziet de zanger als een vorm van eenzaamheid. Het lied heeft ook een andere betekenis, welke De Jong als volgt beschrijft: "Dat liedje gaat er ook over dat je alles van de ander kan weten - of je schrijft met blauw, of dat je oesters geil vindt - maar dat je uiteindelijk natuurlijk níets van de ander weet".

## Hitnoteringen
Het lied was een bescheiden succes in Nederland. Het haalde de Top 40 of de bijbehorende Tipparade niet, maar kwam wel de Single Top 100 in. Hierin was het zes weken de vinden, waarin het piekte op de zestigste plaats.